# Fortunato Monsalve
Fortunato Monsalve Almodóvar (f. 1938) fue un obrero y militar español.

## Biografía
Oriundo de la localidad manchega de Viso del Marqués, era obrero albañil de profesión. Tras el estallido de la Guerra civil se unió a las milicias republicanas. Llegaría a formar parte del Quinto Regimiento, de adscripción comunista, y más adelante pasó a formar parte del comisariado político del Ejército Popular de la República. A mediados de 1938 fue nombrado comisario de la 1.ª Brigada Mixta, tomando parte en la batalla del Ebro. A finales de 1938 la brigada fue enviada junto al resto de la 11.ª División al sector de Borjas Blancas, para hacer frente a una ofensiva franquista; durante el transcurso de estos combates Monlsave resultaría muerto.